# Liste der Tettsteder in Trøndelag
Dies ist eine Liste der Tettsteder in Trøndelag. Gelistet werden alle Tettsteder, die im Fylke (Provinz) Trøndelag liegen. Die Tettsteder werden jährlich vom norwegischen Statistikamt Statistisk sentralbyrå (SSB) nach gewissen Kriterien bestimmt. Ein Tettsted hat mindestens 200 Einwohner und der Abstand zwischen den einzelnen Häusern soll im Normalfall nicht 50 Meter überschreiten. Der Abstand kann größer sein, wenn etwa die natürlichen Gegebenheiten in einem Gebiet keine Bebauung zulassen oder flächenintensive Anlagen wie Schulen oder Industriegebäude vorliegen. In einer Kommune können mehrere Tettsteder liegen. Zugleich können sich einzelne Tettsteder über mehrere Kommunen erstrecken. Im Jahr 2023 lebten 75,8 % der Einwohner des Fylkes in einem Tettsted.

## Liste
| Nummer | Bild | Name               | Einwohner (1. Januar 2024) | Fläche in km² (1. Januar 2024) | Kommune(n)        |
| ------ | --- | ------------------ | -------------------------- | ------------------------------ | ----------------- |
| 6301   | Foto einer weißen Holzkirche mit einem Friedhof im Vordergrund | Rindal             | 725                        | 0,88 km²                       | Rindal            |
| 6371   | | Liabø              | 206                        | 0,33 km²                       | Heim              |
| 6501   | Luftbild einer am Meer gelegenen Stadt, die teilweise auf einer Insel liegt. Auf die Insel führt eine Straßenbrücke.                                                                              | Trondheim          | 198.777                    | 59,35 km²                      | Trondheim         |
| 6502   | | Trolla             | 536                        | 0,23 km²                       | Trondheim         |
| 6503   | Foto eines Gebäudes mit dunkelbrauner Holzverkleidung | Spongdal           | 498                        | 0,28 km²                       | Trondheim         |
| 6504   | Foto eines alten Krankenhausgebäudes | Ringvål            | 448                        | 0,19 km²                       | Trondheim         |
| 6505   | | Langørjan          | 620                        | 0,35 km²                       | Trondheim         |
| 6506   | Foto einer weißen Holzkirche | Bratsberg          | 371                        | 0,27 km²                       | Trondheim         |
| 6507   | Foto einer roten Holzkirche | Nypan              | 903                        | 0,56 km²                       | Trondheim         |
| 6511   | Foto einer von Gebäuden gesäumten Straße. Im Hintergrund eine bewaldete Erhebung. | Kyrksæterøra       | 2598                       | 2,38 km²                       | Heim              |
| 6521   | Foto eines Orts mit vielen roten Holzhäusern. | Fillan             | 1388                       | 1,18 km²                       | Hitra             |
| 6522   | | Hestvika           | 278                        | 0,36 km²                       | Hitra             |
| 6523   | | Sandstad           | 207                        | 0,36 km²                       | Hitra             |
| 6531   | | Hammarvika         | 549                        | 0,79 km²                       | Frøya             |
| 6532   | Luftbild einer an einem Fjordufer gelegenen Ansiedlung | Sistranda          | 1257                       | 1,27 km²                       | Frøya             |
| 6541   | Foto von direkt am Ufer eines Gewässers gelegenen Häusern, davor ein schmaler Sandstrand | Uthaug             | 349                        | 0,31 km²                       | Ørland            |
| 6542   | Luftbild eines kleineren Ortes, der von Getreidefeldern umgeben ist. | Opphaug            | 398                        | 0,42 km²                       | Ørland            |
| 6543   | Foto einer an der Küste gelegenen Ortschaft in einer ebenen Landschaft | Brekstad           | 2437                       | 1,93 km²                       | Ørland            |
| 6544   | | Ottersbo           | 404                        | 0,29 km²                       | Ørland            |
| 6551   | | Selbekken          | 448                        | 0,49 km²                       | Orkland           |
| 6561   | Foto von roten und gelben Holzhäusern, die auf Stelzen an der Küste stehen. Davor befinden sich einige Boote.                                                                                     | Råkvågen           | 230                        | 0,37 km²                       | Indre Fosen       |
| 6562   | Foto von mehreren Booten, dahinter einige Holzhäuser auf Stelzen | Rissa              | 1250                       | 0,87 km²                       | Indre Fosen       |
| 6563   | Foto einer an einem Gewässer gelegenen Siedlung | Stadsbygd          | 319                        | 0,37 km²                       | Indre Fosen       |
| 6565   | | Vangsåsen          | 269                        | 0,18 km²                       | Indre Fosen       |
| 6571   | Luftbild einer Ortschaft | Botngård           | 1379                       | 1,24 km²                       | Ørland            |
| 6572   | Foto einer Ortschaft, die an der Mündung eines Flusses in einen Fjord liegt | Lysøysund          | 260                        | 0,35 km²                       | Ørland            |
| 6573   | | Karlestrand        | 274                        | 0,2 km²                        | Ørland            |
| 6581   | Foto einer an einem Fluss gelegenen Ortschaft | Åfjord             | 1386                       | 1,42 km²                       | Åfjord            |
| 6591   | Foto von einem Berg auf einem im Tal gelegene Ortschaft herunter | Oppdal             | 4637                       | 3,72 km²                       | Oppdal            |
| 6601   | Foto eines roten Bahnhofsgebäudes in verschneiter Umgebung | Berkåk             | 1003                       | 1,36 km²                       | Rennebu           |
| 6611   | Foto einer Ortschaft in verschneiter Umgebung | Løkken Verk        | 1293                       | 1,64 km²                       | Orkland           |
| 6612   | Luftbild einer Ortschaft, in der ein Festival stattfindet. | Storås             | 305                        | 0,41 km²                       | Orkland           |
| 6613   | | Meldal             | 628                        | 0,8 km²                        | Orkland           |
| 6621   | Foto einer an einer Flussmündung gelegenen Siedlung | Orkanger/Fannrem   | 9161                       | 6,85 km²                       | Orkland           |
| 6622   | Foto eines kleinen Bahnhofsgebäudes | Svorkmo            | 291                        | 0,26 km²                       | Orkland           |
| 6631   | Foto einer von Holzhäusern gesäumten Straße, im Hintergrund eine Kirche | Røros              | 3909                       | 3,31 km²                       | Røros             |
| 6641   | Foto einer roten Holzkirche mit einem Friedhof | Støren             | 2320                       | 2,43 km²                       | Midtre Gauldal    |
| 6642   | Foto einer weißen Holzkirche | Soknedal           | 289                        | 0,34 km²                       | Midtre Gauldal    |
| 6651   | Foto einer durch einen Ort führenden Straße | Melhus             | 7224                       | 2,93 km²                       | Melhus            |
| 6652   | Foto einer über einen Fluss führenden Brücke | Kvål               | 468                        | 0,45 km²                       | Melhus            |
| 6653   | Foto einer weißen Holzkirche | Ler                | 742                        | 0,46 km²                       | Melhus            |
| 6654   | Foto eines Gebäudes mit gelber Holzverkleidung | Lundamo            | 1159                       | 0,88 km²                       | Melhus            |
| 6655   | Foto eins Gebäudes mit roter Holzverkleidung | Hovin              | 841                        | 0,47 km²                       | Melhus            |
| 6656   | Foto einer an einem Gewässer in bewaldeter Umgebung gelegenen Ortschaft | Korsvegen          | 590                        | 0,5 km²                        | Melhus            |
| 6657   | Foto einer steinernen Kirche | Storsand           | 485                        | 0,39 km²                       | Melhus            |
| 6667   | | Eggkleiva          | 244                        | 0,17 km²                       | Skaun             |
| 6668   | Foto einer an der Küste gelegenen Ortschaft | Buvika/Ilhaugen    | 3193                       | 1,48 km²                       | Skaun             |
| 6669   | Foto einer an der Küste gelegenen Ortschaft | Børsa              | 1824                       | 1,12 km²                       | Skaun             |
| 6670   | | Viggja             | 354                        | 0,22 km²                       | Skaun             |
| 6671   | Foto einer weißen Holzkirche | Klæbu              | 3545                       | 1,5 km²                        | Trondheim         |
| 6672   | | Tanem              | 1295                       | 0,45 km²                       | Trondheim         |
| 6681   | | Malvik             | 7538                       | 2,68 km²                       | Trondheim, Malvik |
| 6682   | Foto einer an der Küste gelegenen Ortschaft | Muruvik            | 456                        | 0,37 km²                       | Malvik            |
| 6683   | Luftbild einer an der Küste gelegenen Ortschaft | Hommelvik          | 5925                       | 3,16 km²                       | Malvik            |
| 6691   | Foto einer Kirche | Mebonden           | 1112                       | 1,4 km²                        | Selbu             |
| 6692   | | Trøa               | 234                        | 0,23 km²                       | Selbu             |
| 6731   | | Renbygda           | 625                        | 0,84 km²                       | Holtålen          |
| 7001   | Foto eines Bahnhofsgebäudes | Sparbu             | 595                        | 0,4 km²                        | Steinkjer         |
| 7002   | Foto einer Kirche | Mære               | 437                        | 0,35 km²                       | Steinkjer         |
| 7003   | Foto einer an der Küste gelegenen Stadt | Steinkjer          | 13.060                     | 8,15 km²                       | Steinkjer         |
| 7006   | - | Velde              | 479                        | 0,42 km²                       | Steinkjer         |
| 7012   | Blick von einer Anhöhe auf eine an einem Gewässer gelegene Ortschaft herab. Der Ort liegt in einer bewaldeten Umgebung.                                                                           | Bangsund           | 865                        | 0,66 km²                       | Namsos            |
| 7013   | Foto einer an der Küste gelegenen Ortschaft | Namsos             | 8422                       | 4,66 km²                       | Namsos            |
| 7014   | | Spillum            | 1382                       | 1,77 km²                       | Namsos            |
| 7021   | Foto einer Ortschaft in verschneiter Umgebung | Midtbygda          | 1041                       | 1,44 km²                       | Meråker           |
| 7031   | Luftbild einer Ortschaft | Hegra              | 971                        | 0,66 km²                       | Stjørdal          |
| 7033   | Foto von einer Anhöhe auf eine an der Küste gelegenen Ortschaft herab | Skatval            | 967                        | 0,59 km²                       | Stjørdal          |
| 7034   | Luftbild eines Orts | Stjørdalshalsen    | 15.693                     | 8,74 km²                       | Stjørdal          |
| 7037   | Luftbild einer von Feldern umgebenen Ortschaft | Prestmoen          | 391                        | 0,2 km²                        | Stjørdal          |
| 7041   | Foto einer an der Küste gelegenen Ortschaft | Leksvik            | 1120                       | 1,42 km²                       | Indre Fosen       |
| 7042   | Foto einer an der Küste gelegenen Ortschaft | Vanvikan           | 742                        | 0,58 km²                       | Indre Fosen       |
| 7051   | Foto einer Kirche | Levanger           | 10.813                     | 5,32 km²                       | Levanger          |
| 7052   | Foto eines an einem Gewässer gelegenen Friedhofs | Skogn              | 1935                       | 1,13 km²                       | Levanger          |
| 7053   | Foto von auf eine an einem Gewässer gelegenen Ort herab | Åsen               | 684                        | 0,57 km²                       | Levanger          |
| 7056   | | Mule               | 240                        | 0,22 km²                       | Levanger          |
| 7057   | Foto einer Küstenlandschaft | Ekne               | 324                        | 0,23 km²                       | Levanger          |
| 7062   | | Trones             | 380                        | 0,2 km²                        | Verdal            |
| 7064   | | Lysthaugen         | 283                        | 0,24 km²                       | Verdal            |
| 7065   | Foto einer roten Holzkirche mit einem Friedhof | Vuku               | 250                        | 0,24 km²                       | Verdal            |
| 7066   | | Forbregd/Lein      | 860                        | 0,41 km²                       | Verdal            |
| 7068   | Foto eines Bahnhofs mit einem Bahnhofsgebäude auf der linken Seite der Schienen und Fabrikgebäuden auf der rechten Seite                                                                          | Verdalsøra         | 8838                       | 5,95 km²                       | Verdal            |
| 7071   | Foto von einer Anhöhe auf einen an der Küste gelegenen Ort herab | Malm               | 1163                       | 1,35 km²                       | Steinkjer         |
| 7072   | Foto einer dunklen Holzkirche | Follafoss          | 373                        | 0,7 km²                        | Steinkjer         |
| 7081   | | Namdalseid         | 331                        | 0,3 km²                        | Namsos            |
| 7091   | Foto eines Industriekomplexes | Hylla              | 356                        | 0,29 km²                       | Inderøy           |
| 7092   | Foto eines roten, hölzernen Bahnhofsgebäudes | Røra Stasjon       | 475                        | 0,64 km²                       | Inderøy           |
| 7093   | Foto von einer Anhöhe auf einen an der Küste gelegenen Ort herab | Straumen           | 1900                       | 1,43 km²                       | Inderøy           |
| 7094   | | Gangstadhaugen     | 228                        | 0,14 km²                       | Inderøy           |
| 7095   | | Småland            | 261                        | 0,2 km²                        | Inderøy           |
| 7101   | Foto eines Ortszentrums mit einigen Gebäuden | Snåsa              | 658                        | 0,84 km²                       | Snåsa             |
| 7111   | Foto einer Kirche | Sandvika           | 220                        | 0,39 km²                       | Lierne            |
| 7121   | Foto von einer Anhöhe auf einen Ort herab | Røyrvik            | 221                        | 0,38 km²                       | Røyrvik           |
| 7132   | | Namsskogan Sentrum | 220                        | 0,29 km²                       | Namsskogan        |
| 7142   | Foto einer weißen Holzkirche | Grong              | 1090                       | 1,13 km²                       | Grong             |
| 7151   | Luftbild einer Ortschaft, am Ortsrand befinden sich viele Wohnwägen | Høylandet          | 370                        | 0,45 km²                       | Høylandet         |
| 7161   | | Hunn               | 853                        | 0,58 km²                       | Overhalla         |
| 7162   | | Ranemsletta        | 532                        | 0,47 km²                       | Overhalla         |
| 7163   | | Svalia             | 279                        | 0,25 km²                       | Overhalla         |
| 7164   | | Skogmo             | 285                        | 0,57 km²                       | Overhalla         |
| 7171   | Foto von einem grünen, einem roten und einem gelben Holzhaus, das direkt an der Küste auf Stelzen steht. Daneben weitere bunt gestrichene Holzhäuser. Im Hintergrund ein steil ansteigender Berg. | Lauvsnes           | 530                        | 0,6 km²                        | Flatanger         |
| 7181   | Foto einer an der Küste gelegenen Ortschaft | Rørvik             | 3743                       | 2,23 km²                       | Nærøysund         |
| 7192   | lt=Foto einer an der Küste gelegenen Ansiedlung | Ottersøy           | 262                        | 0,35 km²                       | Nærøysund         |
| 7194   | Foto einer an der Küste gelegenen Ortschaft | Kolvereid          | 1791                       | 1,29 km²                       | Nærøysund         |